# Fabletics
Fabletics est une marque de vêtements de sports féminins créés par Adam Goldenberg, Don Ressler et Kate Hudson en juillet 2013 et officiellement commercialisée à partir du 1er octobre 2013,.

## Critiques
Fabletics est notamment critiqué par l'association 60 Millions de Consommateurs pour utiliser un système de commandes forcées, lequel consiste à faire souscrire à tous ses clients un programme d'abonnement de 49.90 euros par mois, comme stipulé dans les conditions générales de vente. De plus, cet abonnement permet aux clients d'acheter seulement un article avec une valeur maximale de 80 euros, mais si le client souhaite acheter un article à moins de 49.90 euros, il ne peut pas en acheter plusieurs pour arriver à la valeur de l'abonnement. Par exemple, une client souhaite acheter un pantalon d'une valeur de 25.90 euros avec son crédit membre, il le paiera en réalité 49.90 euros et il ne pourra pas acheter d'autres articles d'une valeur de 25 euros.